# Municipio de San Luis (kommun i Guatemala)
Municipio de San Luis är en kommun i Guatemala.   Den ligger i departementet Petén, i den nordöstra delen av landet, 210 km nordost om huvudstaden Guatemala City.